# Escut de la Costa d'Ivori
L'escut de la Costa d'Ivori actualment en vigor fou adoptat l'any 2001. L'element central és un cap d'elefant de sabana, l'animal emblemàtic d'aquest estat africà, del qual prové l'ivori que li ha donat nom. L'escut va timbrat amb un sol ixent, símbol d'un nou començament, i és flanquejat per dues palmeres a banda i banda. A la base conté una cinta amb la inscripció RÉPUBLIQUE DE CÔTE D'IVOIRE ('República de la Costa d'Ivori'), nom oficial de l'estat en francès.

## Història
El cap d'elefant és un senyal usat ja a partir de la independència, el 1960. En aquell temps l'escut era d'atzur, amb un cap d'elefant d'argent, timbrat amb el sol ixent i envoltat per tot de banderes nacionals, amb dos arbres estilitzats d'or com a suports. El 1964 aquests arbres esquemàtics foren substituïts per unes palmeres, també d'or, i el camper va passar a ser de sinople. El 1997 es van tornar a canviar els colors, però la composició bàsica va continuar essent la mateixa.